# Claressa Shields
Claressa Maria Shields (* 17. März 1995 in Flint, Michigan, Vereinigte Staaten) ist eine US-amerikanische Profiboxerin und Unumstrittene Boxweltmeisterin im Halbmittelgewicht, Mittelgewicht und Schwergewicht. Im März 2021 wurde sie der erste Boxsportler überhaupt, Männer und Frauen, der in zwei Gewichtsklassen alle vier bedeutenden WM-Titel (WBA, WBC, WBO, IBF) vereinen konnte, als sie im Halbmittelgewicht Marie-Ève Dicaire besiegen konnte. Zuvor hatte sie im April 2019 mit einem Sieg gegen Christina Hammer alle vier Titel im Mittelgewicht vereint. Im August 2017 hatte sie zudem gegen Nikki Adler die WM-Titel der IBF und WBC im Supermittelgewicht gewonnen, was sie mit einer Spanne von nur knapp dreieinhalb Jahren seit ihrem Profidebüt und nur zehn Kämpfen, zum schnellsten Boxweltmeister dreier Gewichtsklassen, Männer und Frauen, werden ließ. Im Februar 2025 wurde sie mit einem Sieg gegen Danielle Perkins unangefochtene Weltmeisterin im Schwergewicht.
Bei den Amateuren gewann sie die Goldmedaille im Mittelgewicht bei den Olympischen Sommerspielen 2012 in London und wiederholte diesen Erfolg als erster US-Boxsportler überhaupt bei den Olympischen Sommerspielen 2016 in Rio de Janeiro. Darüber hinaus wurde sie in dieser Gewichtsklasse 2014 und 2016 Weltmeisterin und konnte drei kontinentale Meisterschaften gewinnen, was sie zu einer der erfolgreichsten Boxerinnen der Sportgeschichte machte.

## Amateurkarriere

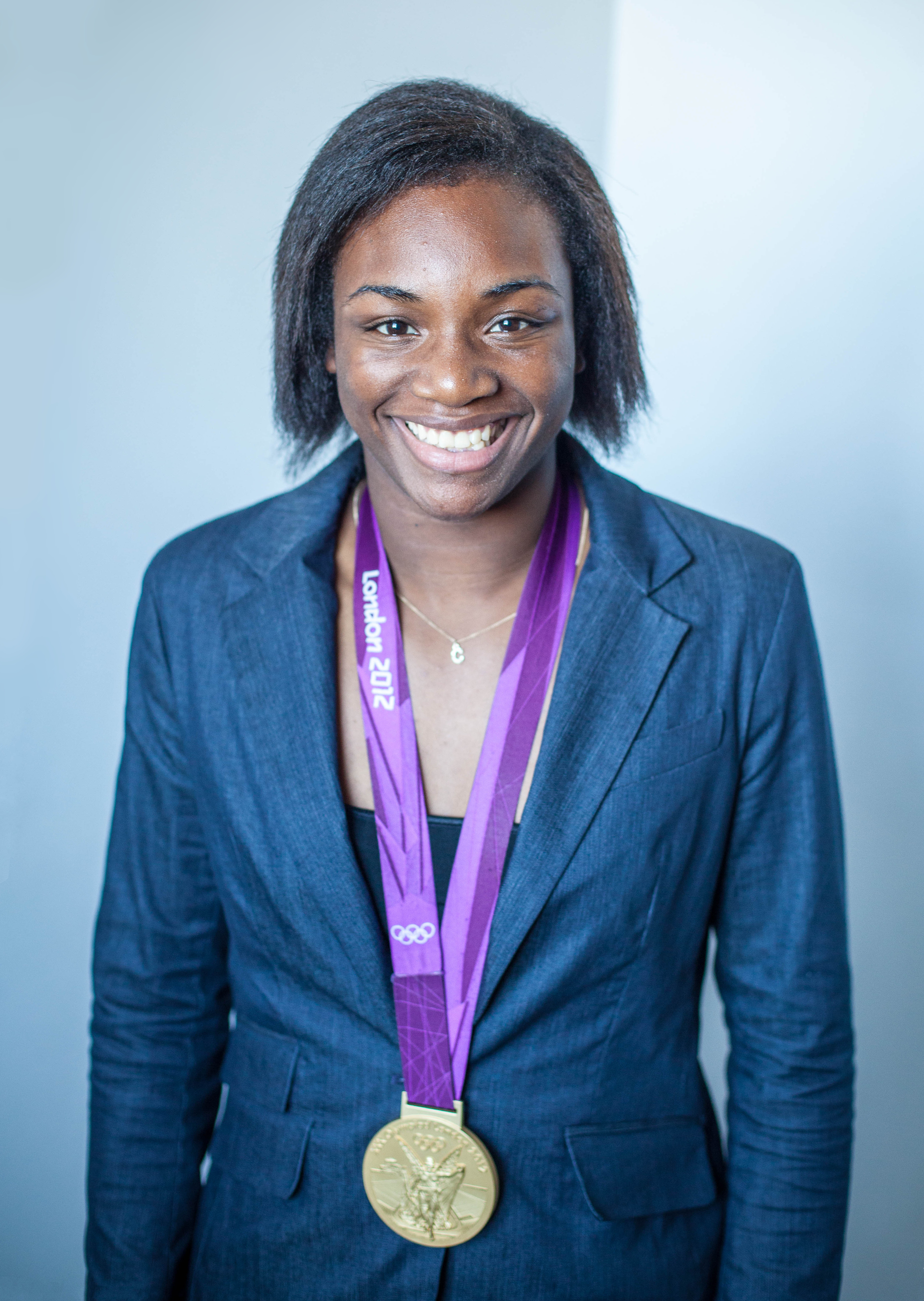
Claressa Shields

Shields begann im Alter von elf Jahren im Berston Field House von Flint mit dem Boxsport und wurde von Jason Crutchfield trainiert. Später trainierte sie auch im olympischen Trainingszentrum in Colorado Springs unter Nationaltrainer Billy Walsh.
Als erst 16-Jährige gewann sie im Februar 2012 die US-Olympiaqualifikation in Spokane und im April 2012 als 17-Jährige die Panamerikameisterschaften im kanadischen Cornwall. Im Mai 2012 nahm sie an der Weltmeisterschaft in Qinhuangdao teil, wo die Startplätze zur Teilnahme an den Olympischen Spielen 2012 vergeben wurden, bei denen erstmals Frauenboxen ausgetragen wurde. Sie besiegte dabei die Inderin Pooja Rani, unterlag dann aber gegen die Engländerin Savannah Marshall Da Marshall die WM gewinnen konnte, wurde Shields jedoch noch für die Olympischen Spiele nachnominiert. Ihre Niederlage gegen Marshall blieb die einzige in den 78 Kämpfen ihrer Amateurkarriere.
Bei den Olympischen Spielen 2012 in London besiegte sie dann Anna Laurell aus Schweden, Marina Wolnowa aus Kasachstan sowie Nadeschda Torlopowa aus Russland und wurde damit die erste Olympiasiegerin im Mittelgewicht, darüber hinaus blieb es der einzige Goldmedaillengewinn der US-Boxmannschaft der Frauen und Männer. Die einzige weitere Medaille im Boxen, Bronze im Fliegengewicht, wurde von Marlen Esparza gewonnen.
Aufgrund einer Änderung der Altersklassen durch den Weltverband AIBA musste Shields im Anschluss bei Jugendturnieren starten, gewann 2013 die nationale Meisterschaft und im Anschluss auch die Jugend-Weltmeisterschaft in Albena mit einem Finalsieg gegen Elżbieta Wójcik.
2014 wurde sie dann US-Meisterin bei den Erwachsenen, gewann die Panamerikameisterschaften in Guadalajara mit einem Finalsieg gegen Ariane Fortin und nahm an der Weltmeisterschaft im südkoreanischen Jeju-si teil, wo sie durch fünf Siege in Folge, darunter erneut gegen Ariane Fortin und auch Li Qian, Weltmeisterin wurde und darüber hinaus zur besten Boxerin der WM gewählt wurde. Für diese Erfolge wurde sie von der AIBA zur Boxerin des Jahres ernannt.
2015 wurde sie erneut US-Meisterin, gewann die Panamerikaspiele-Qualifikation in Tijuana und dann auch als erste US-Boxerin die Panamerikanischen Spiele in Toronto, nachdem sie im Finale Yenebier Guillén bezwungen hatte.
Im Oktober 2015 gewann sie dann noch die US-Olympiaqualifikation in Memphis und im März 2016 die kontinentale Qualifikation in Buenos Aires, wobei sie Atheyna Bylon, Yenebier Guillén und Ariane Fortin besiegen konnte. Bei der Weltmeisterschaft im Mai 2016 in Astana gewann sie unter anderem gegen Sarah Scheurich, Chen Nien-chin und Nouchka Fontijn, wodurch sie erneut Weltmeisterin wurde.
Bei ihren zweiten Olympischen Sommerspielen, im August 2016 in Rio de Janeiro, drang sie mit Siegen gegen die Russin Jaroslawa Jakuschina und die Kasachin Darigha Schäkimowa in das Finale vor und bezwang beim Kampf um die Goldmedaille erneut die Niederländerin Nouchka Fontijn. Sie wurde damit der erste US-Boxsportler der Geschichte, der bei zwei aufeinanderfolgenden Olympischen Spielen eine Goldmedaille gewinnen konnte. Darüber hinaus erhielt sie den Val-Barker-Pokal als herausragendste Boxerin der Olympischen Spiele.
Nach dem Wechsel in das Profilager wurde ihr Platz im Mittelgewicht mit Naomi Graham besetzt.

## Profikarriere
Claressa Shields gewann ihr Profidebüt im Supermittelgewicht am 19. November 2016 in der T-Mobile Arena von Las Vegas einstimmig gegen Franchón Crews-Dezurn, welche jeweils zur US-Alternativauswahl im Mittelgewicht bei den Olympischen Spielen 2012 und 2016 gehörte und ebenfalls ihr Profidebüt gab. Shields hatte davor einen Einkampf-Vertrag bei Roc Nation Sports unterzeichnet, dem Promoter von Andre Ward, der an diesem Abend den Hauptkampf gegen Sergei Kowaljow bestritt.
Ihren zweiten Kampf gewann sie im Mittelgewicht am 10. März 2017 in Detroit durch TKO in der vierten Runde gegen Szilvia Szabados, wobei es sich um den ersten Frauenboxkampf handelte, der in den USA als Hauptkampf auf einem Premiumsender (Showtime) übertragen wurde. Durch diesen Sieg erhielt sie darüber hinaus den Nordamerika-Titel der North American Boxing Federation (NABF). Shields unterzeichnete im Juni 2017 einen Profivertrag beim Promoter dieses Kampfes, Salita Promotions.
In ihrem nächsten Kampf, den sie wieder im Supermittelgewicht bestritt, besiegte sie am 16. Juni 2017 in Detroit Sydney LeBlanc und gewann den Silver-Titel der WBC. LeBlanc war als Ersatzgegnerin für die aufgrund von Visaproblemen verhinderte Mery Rancier eingesprungen.
Am 4. August 2017 boxte sie in ihrem erst vierten Profikampf um die WM-Gürtel der WBC und IBF im Supermittelgewicht, wobei ihr in Detroit ein Sieg durch TKO in der fünften Runde gegen die Deutsche Nikki Adler gelang. Ihre Überlegenheit zeigte sich auch in der Trefferstatistik, wonach Shields 136 von 340 Schlägen und Adler nur 6 von 84 Schlägen ins Ziel brachte. Die Titel verteidigte sie am 12. Januar 2018 in Verona einstimmig gegen Tori Nelson.
Shields stieg nach dem Kampf eine Gewichtsklasse ab und wechselte in das Mittelgewicht, nachdem sie bekanntgegeben hatte, gegen die Deutsche Christina Hammer antreten zu wollen. In ihrem ersten Kampf in der neuen Klasse, am 22. Juni 2018 in Detroit, besiegte sie Hanna Gabriels aus Costa Rica und wurde dadurch WM-Titelträgerin der WBA und IBF. In der ersten Runde erlitt Shields zwar den ersten Niederschlag ihrer Karriere, hatte den Kampf jedoch danach dominiert und einstimmig nach Punkten gewonnen.
Am 17. November 2018 gewann sie in Mulvane zusätzlich den von Christina Hammer niedergelegten WBC-Gürtel, nachdem ihr ein einstimmiger Sieg gegen die Britin Hannah Rankin gelungen war. Die drei Titel konnte sie am 8. Dezember 2018 in Carson einstimmig gegen die Belgierin Femke Hermans verteidigen.
Als Nächstes kam es in ihrem neunten Kampf am 13. April 2019 zum länger erwarteten Aufeinandertreffen mit der WBO-Titelträgerin Christina Hammer, wobei Shields in der Boardwalk Hall von Atlantic City einstimmig siegte und damit als erst zweite Boxerin alle vier bedeutenden WM-Titel einer Gewichtsklasse vereinen konnte. Dies war zuvor nur Cecilia Brækhus im Weltergewicht (2014 bis 2020) gelungen.
Im Anschluss wechselte sie erneut eine Gewichtsklasse, in das niedrigere Halbmittelgewicht, und konnte dort am 10. Januar 2020 in Atlantic City die vakanten WM-Gürtel der WBC und WBO gewinnen; sie besiegte dabei die Kroatin Ivana Habazin einstimmig nach Punkten. Ein erster Kampftermin der beiden Boxerinnen war aufgrund einer Trainingsverletzung von Shields, sowie ein weiterer Termin aufgrund eines tätlichen Angriffs auf Habazins Trainer James Ali Bashir, durch Shields Bruder Artis Mack, jeweils verschoben worden. Mit nur zehn Kämpfen wurde sie zur schnellsten Boxweltmeisterin dreier Gewichtsklassen. Bei den Männern liegt der Rekord bei zwölf Kämpfen, aufgestellt durch Wassyl Lomatschenko und Kōsei Tanaka.
Diesen Erfolg übertraf sie am 5. März 2021 in Flint mit einem einstimmigen Sieg gegen die kanadische IBF-Titelträgerin Marie-Ève Dicaire, wobei sie auch den vakanten WBA-Gürtel erhielt. Sie vereinte damit als erster Boxsportler überhaupt, alle vier bedeutenden WM-Titel in zwei Gewichtsklassen. Im Dezember 2021 gab Shields jedoch bekannt, die Gürtel der WBA, WBC und IBF im Halbmittelgewicht niedergelegt zu haben, um sich auf das Mittelgewicht zu konzentrieren.
Eine erste Titelverteidigung ihrer WBA-, WBC- und IBF-Gürtel im Mittelgewicht gewann sie am 5. Februar 2022 in Cardiff einstimmig gegen die slowenische Pflicht-Herausforderin Ema Kozin. Den WBO-Titel hatte sie als Voraussetzung für ihren Titelvereinigungskampf im Halbmittelgewicht niedergelegt. Shields strebte als Nächstes einen Kampf gegen Savannah Marshall an, gegen die sie die einzige Niederlage ihrer Amateurkarriere erlitt und die im Oktober 2020 den vakanten WBO-Titel gewonnen hatte.
Der Kampf zwischen Shields und Marshall hätte am 10. September 2022 in London stattfinden sollen, wurde jedoch durch den britischen Boxverband BBBofC aufgrund des Todes von Elisabeth II., als Zeichen des Respekts, auf den 15. Oktober 2022 verschoben. Diesen Kampf gewann Shields dann einstimmig nach Punkten und wurde dadurch zusätzlich WBO-Weltmeisterin. Am 3. Juni 2023 verteidigte sie die Titel der IBF, WBC und WBO im Mittelgewicht gegen Maricela Cornejo, die als Ersatzgegnerin für die aufgrund eines Dopingvorfalls gesperrte Hanna Gabriels angetreten war.
Am 27. Juli 2024 boxte sie gegen die Kanadierin Vanessa Lepage-Joanisse und gewann den Kampf in Detroit durch TKO in Runde 2. Mit diesem Sieg erhielt sie den vakanten WBO-Weltmeistertitel im Halbschwergewicht und auch den WBC-Schwergewichtstitel ihrer Gegnerin, womit sie bereits WM-Titel in fünf Gewichtsklassen erreichte. In ihrem nächsten Kampf, am 2. Februar 2025 in Flint, gewann sie beim Duell um die WM-Titel der IBF, WBA und WBO im Schwergewicht einstimmig gegen Danielle Perkins, womit sie die erste unangefochtene Schwergewichtsweltmeisterin der Geschichte wurde. Ihre Schwergewichtstitel verteidigte sie am 26. Juli 2025 einstimmig nach Punkten gegen die Neuseeländerin Lani Daniels.

## Mixed Martial Arts
Shields trainierte einige Monate in der Jackson Wink MMA Academy in Albuquerque und bestritt ihr Mixed-Martial-Arts-Debüt am 10. Juni 2021 in der 2018 gegründeten MMA-Liga Professional Fighters League (PFL), wobei sie Brittney Elkin durch TKO in der dritten Runde besiegte.
Ihren zweiten Kampf in der Organisation verlor sie dann am 27. Oktober 2021 durch Punktniederlage gegen Abigail Montes.

## Sonstiges
Die Spencer Street in Flint, in der Shields aufwuchs, wurde im August 2021 in Claressa Shields Street umbenannt.

## Auszeichnungen
- 2019: Sportswoman of the Year der Women's Sports Foundation[56]
- 2018: Female Fighter of the Year (Christy Marin Award) der Boxing Writers Association of America[57]
- 2016: Sportswoman of the Year der Women's Sports Foundation[58]

## Profibilanz
| 15 Siege (3 K.-o.-Siege), 0 Niederlagen, 0 Unentschieden |                   |                                                                                          |                                               |                             |
| Profikampf                                               | Datum             | Gegnerin / Kampfziel                                                                     | Veranstaltungsort                             | Ergebnis                    |
| 1                                                        | 19. November 2016 | Franchón Crews-Dezurn (0-0)                                                              | T-Mobile Arena, Paradise                      | Sieg / Punktsieg einstimmig |
| 2                                                        | 10. März 2017     | Szilvia Szabados (15-8) NABF-Nordamerikatitel im Mittelgewicht                           | MGM Grand Detroit, Detroit                    | Sieg / TKO 4. Runde         |
| 3                                                        | 16. Juni 2017     | Sydney LeBlanc (4-1) WBC-Silver-Titel im Supermittelgewicht                              | Masonic Temple, Detroit                       | Sieg / Punktsieg einstimmig |
| 4                                                        | 4. August 2017    | Nikki Adler (16-0) WBC- und IBF-Weltmeisterschaft im Supermittelgewicht                  | MGM Grand Detroit, Detroit                    | Sieg / TKO 5. Runde         |
| 5                                                        | 12. Januar 2018   | Tori Nelson (17-0) WBC- und IBF-Weltmeisterschaft im Supermittelgewicht                  | Turning Stone Resort Casino, Verona, New York | Sieg / Punktsieg einstimmig |
| 6                                                        | 22. Juni 2018     | Hanna Gabriels (18-1) IBF- und WBA-Weltmeisterschaft im Mittelgewicht                    | Masonic Temple, Detroit                       | Sieg / Punktsieg einstimmig |
| 7                                                        | 17. November 2018 | Hannah Rankin (5-2) WBC-, WBA- und IBF-Weltmeisterschaft im Mittelgewicht                | Kansas Star Arena, Mulvane, Kansas            | Sieg / Punktsieg einstimmig |
| 8                                                        | 8. Dezember 2018  | Femke Hermans (9-1) WBC-, WBA-, IBF-Weltmeisterschaft im Mittelgewicht                   | StubHub Center, Carson                        | Sieg / Punktsieg einstimmig |
| 9                                                        | 13. April 2019    | Christina Hammer (24-0) WBO-, WBC-, WBA-, IBF-Weltmeisterschaft im Mittelgewicht         | Boardwalk Hall, Atlantic City                 | Sieg / Punktsieg einstimmig |
| 10                                                       | 10. Januar 2020   | Ivana Habazin (20-3) WBO- und WBC-Weltmeisterschaft im Halbmittelgewicht                 | Ocean Resort Casino, Atlantic City            | Sieg / Punktsieg einstimmig |
| 11                                                       | 5. März 2021      | Marie-Ève Dicaire (17-0) WBA-, WBO-, IBF- und WBC-Weltmeisterschaft im Halbmittelgewicht | Dort Financial Center, Flint                  | Sieg / Punktsieg einstimmig |
| 12                                                       | 29. Januar 2022   | Ema Kozin (21-0) WBA-, WBC- und IBF-Weltmeisterschaft im Mittelgewicht                   | Motorpoint Arena Cardiff, Cardiff, Wales      | Sieg / Punktsieg einstimmig |
| 13                                                       | 15. Oktober 2022  | Savannah Marshall WBA-, WBC- und IBF-Weltmeisterschaft im Mittelgewicht                  | The O2 Arena, London, England                 | Sieg / Punktsieg einstimmig |
| 14                                                       | 3. Juni 2023      | Maricela Cornejo WBF-, WBC- und WBO- und IBF-Weltmeisterschaft im Mittelgewicht          | Little Ceasars Arena, Detroit                 | Sieg / Punktsieg einstimmig |
| 15                                                       | 27. Juli 2024     | Vanessa Lepage-Joanisse WBF-, WBC- und WBO-Weltmeisterschaft im Mittelgewicht            | Little Ceasars Arena, Detroit                 | Sieg / TKO 2. Runde         |
| 16                                                       | 2. Februar 2025   | Danielle Perkins WBF-, WBC- und WBO- und IBF-Weltmeisterschaft im Mittelgewicht          | Dort Financial Center, Flint                  | Sieg / Punktsieg einstimmig |
| Quelle: Claressa Shields in der BoxRec-Datenbank         |                   |                                                                                          |                                               |                             |